# Algis Kašėta
Algis Kašėta (ur. 20 grudnia 1962 w miejscowości Mergežeris w rejonie orańskim) – litewski polityk i samorządowiec, od 1996 do 2015 poseł na Sejm, mer rejonu orańskiego.

## Życiorys
Ukończył w 1991 studia na wydziale historii Uniwersytetu Wileńskiego. W latach 1982–1984 odbywał służbę wojskową w Armii Radzieckiej, a następnie pracował jako laborant w fabryce Merkys w Oranach. Od 1988 do 1990 był pracownikiem do spraw ochrony pomników w wydziale oświaty, kultury i sportu rejonu orańskiego. W latach 1990–1996 zatrudniony jako inspektor do spraw dziedzictwa kulturalnego w Olicie. Prowadził badania nad litewską historią powojenną, publikując szereg artykułów naukowych na ten temat. Jest także współautorem książek poświęconych działalności partyzanckiej z lat 1944–1953.
Od 1988 był lokalnym działaczem Sąjūdisu. W 1994 przystąpił do Litewskiej Partii Chrześcijańskich Demokratów, z ramienia której dwa lata później po raz pierwszy został posłem. Należał następnie do założycieli Nowoczesnych Chrześcijańskich Demokratów, w 2000 jako jedyny przedstawiciel tej formacji uzyskał mandat na Sejm kolejnej kadencji. Po fuzji MKD z dwoma innymi ugrupowaniami stał się jednym z liderów powstałego w jej wyniku Związku Liberałów i Centrum. W 2004 po raz trzeci wybrano go do parlamentu. Od 2006 działa w nowym ugrupowaniu – Ruchu Liberalnym Republiki Litewskiej, został przewodniczącym jego frakcji parlamentarnej.
W wyborach parlamentarnych w 2008 skutecznie ubiegał się o reelekcję, wygrywając w okręgu jednomandatowym. 18 listopada tego samego roku objął stanowisko wiceprzewodniczącego Sejmu. 16 czerwca 2011 Sejm przyjął jego dymisję z zajmowanej funkcji. W listopadzie 2011 został przewodniczącym frakcji LRLS w Sejmie.
W 2012 Algis Kašėta po raz kolejny został wybrany do litewskiego parlamentu. W 2015 wygrał natomiast wybory na urząd mera rejonu orańskiego (reelekcja w 2019 i 2023).